# مارتن إبرهارد
مارتن إبرهارد (بالإنجليزية: Martin Eberhard) (من مواليد 15 مايو 1960) مهندس ومدير تنفيذي أمريكي، مؤسس مشارك في شركة تيسلا موتورز مع مارك تاربنينغ في عام 2003 شغل فيها منصب المدير التنفيذي حتى عام 2007. صنفته مجلة فورتشن ضمن أفضل 24 مبتكر لعام 2007، في نفس العام الذي تم اختياره من قبل مجلة بيزنيز 2.0 في المركز 32 في قائمة 50 شخصا يهتم.

## السيرة الذاتية

### الحياة السابقة
ولد إبرهاد في بركلي، كاليفورنيا في 15 مايو 1960، لينشأ ويترعرع في كنسينغتون كاليفورنيا حيث التحق فيها بمدرسة كنسينغتون هيلتوب الابتدائية. بينما التحق بالمدرسة الإعدادية والثانوية في إل سيرريتو حتى منتصف الصف الحادي عشر، عندما انتقلت عائلته إلى إلمهورست، إلينوي. تخرج إبرهاد من مدرسة يورك الثانوية في عام 1978.
حصل إبرهارد على شهادة البكالوريوس في هندسة الكمبيوتر في عام 1982 من جامعة إلينوي في أوربانا- شامبين، حصل بعد ذلك على درجة الماجستير في الهندسة الكهربائية في عام 1983 من نفس الجامعة.

### الحياة العملية

#### الوظيفة الأولى
بدأ إبرهاد حياته المهنية كمهندس كهربائي في شركة وايس تكنولوجي، حيث قام بتصميم مجموعة أسكي WY-30 كأول منتج له. شارك بعد ذلك في تأسيس العديد من شركات الكمبيوتر التي ساهمت في تصميم أحد أوائل قراء الكتب الإلكترونية، ذا روكيت.

### تسلا موتورز
أدى اهتمام إبرهاد بالسيارات الرياضية المعتمدة على النفط المستورد وتأثير ذلك على الإحتباس الحراري إلى تأسيس أول شركة للسيارات الرياضية في سيلكون فالي.
في عام 2003، شارك إبرهاد مع مارك تاربنينغ في تأسيس شركة تيسلا موتورز، شركة سيارات كهربائية في سان كارلوس بولاية كاليفورنيا، ليصبح أول رئيس تنفيذي للشركة. يقود إبرهاد سيارة من الجيل الثاني لسيارات تيسلا رودستار المنشأة عام 2008، سيارة رياضية كهربائية ببطارية (244 ميل) (393 كم).
في 30 نوفمبر 2007، أصدرت شركة تيسلا بيانا صحفيا بعنوان «مارتن إبرهارد من المؤسس المشارك لشركة تيسلا موتورز إلى المجلس الاستشاري». وفقا للجنة الإعلامية للشركة ووكالة سي إن إن بأن مارتن قد طلب منه المغادرة لكن لم يتم الإفصاح عن السبب.

## 2010-2015
في عام 2010، أكد مارتن إبرهارد لشركة أوتوبلوج جرين أنه كان يعمل مع فولكسفاجن لكن لم يتم تقديم أي تفاصيل أخرى.
في وقت لاحق، عمل في شركة لوسيد للمحركات، شركة ناشئة تمولها شركة لأيكو وغيرها من الشركات التي تم إنشاؤها للتنافس مع شركة تيسلا حتى عام 2015.

### إي فيت
في عام 2017، قام إبرهاد بتأسيس شركة إي فيت لتزويد شركات تصنيع المعدات الأصلية الكبرى بمحركات كهربائية وحلول لتخزين الطاقة.

### إس إف موتورز
في أكتوبر 2017، انضم إبرهارد إلى مجموعة سكون الصناعية بعد حصولها على شركة إن فيت ليتم إعادة تسميتها إلى إس إف موتورز.

### الاقتباس
- «أحد أهم العناصر الأساسية لتكون صاحب مشروع ناجح هو حصولك على قدر كاف من السذاجة، لإنه في حالة معرفتك مدى صعوبة المشكلة التي تواجهها، فإنك لن تقدم عليها»- جامعة ستانفورد، 10-10-2007.
- «نحن لا نلعب الكثير من الكرات فقط، بل سكاكين ومشابك وعلينا أن نلتقط كل ذلك من خلال مقابضهم».[16]
- «بدون القدرة على التوصيل، السيارة الهجين هي نجرد سيارة تعمل بالبنزين مع بعض الأجهزة الفاخرة».[17]

## الحياة الشخصية
تزوج إبرهارد من كارولين إبرهاد التي التقي بها في جامعة إلينوي حيث كان الثنائي مانحين سنويين لكلبية الهندسة في الجامعة منذ عام 1984.

## وصلات خارجية
- حوار مع مؤسسي تيسلا
- بعض التعليقات على محاضرة إبرهاد 10 أكتوبر 2007.
- قم بشيئا ذا معنى[وصلة مكسورة]- محاضرة إبرهاد في جامعة ستانفورد.
- محاضرة إبرهاد في ستانفورد 17 نوفمبر 2007[وصلة مكسورة].
- محاضرة إبرهاد في جامعة سان فرانسيسكو.
- الموقع الرسمي لتيسلا موتورز نسخة محفوظة 14 أكتوبر 2007 على موقع واي باك مشين..
- مارتن إبرهارد، نشأة تيسلا موتورز
- جولة داخل تاريخ تيسلا موتورز.